# Vietnamesiska maffian
Vietnamesiska maffian (Vietnammaffian), även kallad "den tysta maffian", är ett svenskt brottssyndikat som består av etniska vietnameser. Denna ökända organisation börjar sakta bli en maktfaktor i den undre världen främst i Västra Götaland och Skåne. Medlemmarna är involverade i narkotikaodling- och smuggling, människohandel (trafficking), prostitution, illegalt spel, utpressning, mord och misshandel.
Enligt Peter Tjäder (Rikskriminalens samordnare för särskilda insatser mot organiserad brottslighet) ägnar denna organisation sig åt allt som ger snabba pengar, vilket inkluderar utpressning, indrivning, urkundsförfalskning, olagligt spel, ocker (utlåning mot skyhöga räntor) och penningtvätt.

## Historia
Efter Vietnamkriget 1975 förenades Nord- och Sydvietnam i ett kommunistiskt styrt Vietnam. 1,6 miljoner vietnameser, varav de flesta kom från forna Sydvietnam, flydde undan kommunismen till Västeuropa och Nordamerika. Vietnam blev allt fattigare och nästa flyktvåg bestod mest av vietnameser från den norra delen av landet där fattigdomen var störst. Vietnam skickade 100 000 personer som arbetskraft till dåvarande Tjeckoslovakien som en återbetalning för det stöd i form av vapen man fått under kriget. Många vietnameser sökte sig till USA, Kanada och Australien, och i Europa kom många asylsökande till bl.a. Tyskland, Norge och Sverige.

## Organisation i Sverige
I Sverige finns det större grupper av vietnameser i Västra Götalandsregionen runt Göteborg och i Skåne, främst i nordvästra Skåne runt Helsingborg och Ängelholm.
Göteborg
En 48-åring bosatt i Göteborg har utpekats som "Gudfadern" i den vietnamesiska maffian, enligt polisen. Denne styr sin organisation med järnhand. Han misstänks för att ha beordrat dubbelmordet i Hammarkullen utanför Göteborg. Detta gjorde han för att inte "tappa ansiktet" inför andra vietnameser i Sverige. En av de mördade männen hade vägrat att följa Gudfaderns råd att ta på sig ett knivdåd.
Helsingborg
Helsingborg fungerar som centralort för den vietnamesiska maffian i Skåne. Den vietnamesiska maffian i Skåne ägnar sig främst åt odling av droger som cannabis, människohandel (trafficking) och prostitution.

## Organisation internationellt
Vietnamesiska invandrare är internationellt kända för att grunda brottssyndikat i sina nya hemländer. Kriminella vietnameser är i regel extremt våldsamma och mord är därför inte ovanligt.

### Australien
I Sydney, Australien, finns den vietnamesiska maffiagruppen 5T.

### Kanada
I Kanada vistas ca 150 000 vietnameser. Ett 50-tal organiserade gäng har identifierats där och bl.a. styr vietnameser den illegala marijuanaodlingen. Vietnameser från Sverige och övriga Europa reser till Kanada för att lära sig marijuanaodling.

### Tjeckien
Tjeckien är en knutpunkt för vietnameser i Europa. 60 000 – 80 000 vistas där legalt och ca 40 000 illegalt. Den brottslighet som vissa ägnar sig åt omfattar skenäktenskap, svartarbete, prostitution och narkotikahandel.

### Tyskland
I Tyskland stannade många vietnameser kvar illegalt när muren föll. Kriminella vietnameser har tagit över handeln med illegala cigaretter från Polen och Tjeckien. Under åren 1992-94 mördades ett femtiotal vietnameser i Berlin i ett internt krig.

### USA
I New York, USA, finns den ökända vietnamesiska maffiagruppen Born to Kill.

## Dubbelmordet i Hammarkullen
Det uppmärksammade dubbelmordet i Hammarkullen är resultatet av interna strider inom den vietnamesiska maffian. Upptakten till dubbelmordet var när två utbrytare från organisationen ville starta en egen kriminell verksamhet. Det slutade med att ett par torpeder utsågs. Kallblodigt sköt de ihjäl de två utbrytarna med 21 skott.
Nio personer åtalades för delaktighet i dubbelmordet i Hammarkullen, den 10 oktober 2006. Samtliga är av vietnamesiskt ursprung och hemmahörande i södra Sverige.

## Knarkfabriker i Småland och Skåne
Under 2009 köpte personer ur brottssyndikatet ett hus i samhället Agunnaryd som ligger utanför Ljungby. Detta och andra hus gjordes om till växthus för cannabis och investeringarna var på flera miljoner kronor.